# Muğla (tỉnh)
Muğla là một tỉnh của Thổ Nhĩ Kỳ. Tỉnh này nằm ở gốc tây nam của Thổ Nhĩ Kỳ, bên bờ Biển Aegea. Tỉnh lỵ là Muğla nằm sâu 20 km trong nội địa còn các đô thị nghỉ mát lớn nhất Thổ Nhĩ Kỳ như Bodrum, Oludeniz, Marmaris và Fethiye nằm ở bên bờ biển ở Muğla.
Với chiều dài bờ biển 1.100 km, Muğla là tỉnh có bờ biển dài nhất trong các tỉnh của Thổ Nhĩ Kỳ. Tỉnh cũng có hai hồ lớn, hồ Bafa ở huyện Milas và hồ Köyceğiz.
Kinh tế tỉnh này chủ yếu dựa vào ngành du lịch, nông nghiệp và lâm nghiệp.
Có 2 sân bay ở Dalaman và Milas-Bodrum, với các tuyến bay nội địa và quốc tế.

## Các quận, huyện
Muğla được chia thành12 đơn vị cấp huyện (tỉnh lỵ được bôi đậm):
- Bodrum
- Dalaman
- Datça
- Fethiye
- Kavaklıdere
- Köyceğiz
- Marmaris
- Milas
- Muğla
- Ortaca
- Ula
- Yatağan